# Cathalán mac Indrechtaig
Cathalán mac Indrechtaig (mort en 871) est un roi d'Ulaid issu du Dál Fiatach. Il descend de la branche du Dál Fiatach dénommée Leth Cathail dont le pouvoir était établi dans l’actuelle baronnie de Lecale, dans le moderne comté de Down.Il règne de  857 à 871 comme leth-rí c'est-à-dire demi-roi ou  co-régent d' Ulaid
Son grand-père Tommaltach mac Cathail (mort en 789) tente de s'emparer de la couronne mais il est défait et tué lors d'un combat par
Eochaid mac Fiachnai (mort en 810) le candidat de la lignée principale du Dal Fiatach. Son père, Indrechtach mac Tommaltaig, est uniquement mentionné par les Annales d'Innisfallen qui le désigne comme corégent d'Ulaid. mais ce titre n'est pas confirmé par les autres sources.
Cathalán accède au trône d'Ulaid en 857 comme co-régent de Lethlobar mac Loingsig (mort en 873) de la dynastie rivale du Dál nAraidi dans l'actuel comté d'Antrim. Bien qu'il ne figure pas dans les listes de rois, les annales lui accorde le titre de co-régent
dans l'entrée mentionnant sa mort lorsqu'il est tué à l'instigation de l'Ard ri Erenn Áed Findliath (mort en 879) des Uí Néill du nord.
Il laisse un fils nommé Cummascach. Son frère Máel Mocheirge mac Indrechtaig (mort en 896) sera également leth-rí d'Ulaid.

## Sources
- Annales d'Ulster sur  sur University College Cork
- Annales d'Innisfallen sur  sur University College Cork
- (en) Byrne, Francis John (2001), Irish Kings and High-Kings, Dublin: Four Courts Press  (ISBN 978-1-85182-196-9)
- (en) Charles-Edwards, T. M. (2000), Early Christian Ireland, Cambridge: Cambridge University Press  (ISBN 0-521-36395-0)